# Coryphaenoides cinereus
Coryphaenoides cinereus es una especie de pez de la familia Macrouridae en el orden de los Gadiformes.

## Morfología
• Los machos pueden llegar alcanzar los 66 cm de longitud total y 550 g de peso.

## Depredadores
Es depredado por Anoplopoma fimbria (Islas Kuriles), y Bathyraja maculata (Rusia ).

## Hábitat
Es un pez de aguas profundas que vive entre 150-3.500 m de profundidad.

## Distribución geográfica
Se encuentra desde el norte del Japón hasta el Mar de Ojotsk, el mar de Bering y Oregón (Estados Unidos).

## Longevidad
Puede llegar a vivir 10 años.